# ウォルター・シドニー・アダムズ
ウォルター・シドニー・アダムズ（Walter Sydney Adams, 1876年12月20日 - 1956年5月11日）は、アメリカ合衆国の天文学者である。スペクトル型から絶対等級をもとめ、恒星までの距離を求める方法や金星の大気の研究や、白色矮星の確認などに功績をあげた。
宣教師の両親のもとでオスマン帝国領シリアのアンティオケイアに生まれ、1885年にアメリカに戻った。ダートマス大学 を卒業した後、ヤーキス天文台に入り、ウィルソン山天文台の設立に協力し、1921年からウィルソン山天文台副所長を、1923年から1946年までは所長を務めた。太陽スペクトルの研究から、恒星までの距離を測定する方法をArnold Kohlschutterとともに発見した。また、Theodore Dunham Jr.と金星の大気の研究をおこなった。1915年からはシリウスの伴星の研究をはじめ、シリウス伴星が白色矮星であることを確認した。

## 賞歴
- イギリス王立天文学会ゴールドメダル (1917年)
- ヘンリー・ドレイパー・メダル (1918年)
- ジュール・ジャンサン賞 (1926年)
- ブルース・メダル (1928年)
- ヘンリー・ノリス・ラッセル講師職 (1947年)

## エポニム
- ウォルター・アダムズ - 小惑星(3145) [3]
- アダムズ - 月のクレーター [4]